# Artigueloutan
Artigueloutan település Franciaországban, Pyrénées-Atlantiques megyében. Lakosainak száma 1100 fő (2022. január 1.). Artigueloutan Andoins, Angaïs, Bordes, Nousty, Ousse, Sendets és Limendous községekkel határos.

## Népesség
A település népességének változása:
| Lakosok száma | 1006 | 1018 | 1112 | 1090 | 1090 | 1083 | 1077 | 1093 | 1100 |
|               | 2013 | 2015 | 2016 | 2017 | 2018 | 2019 | 2020 | 2021 | 2022 |